# Skulpturengarten Tucherpark

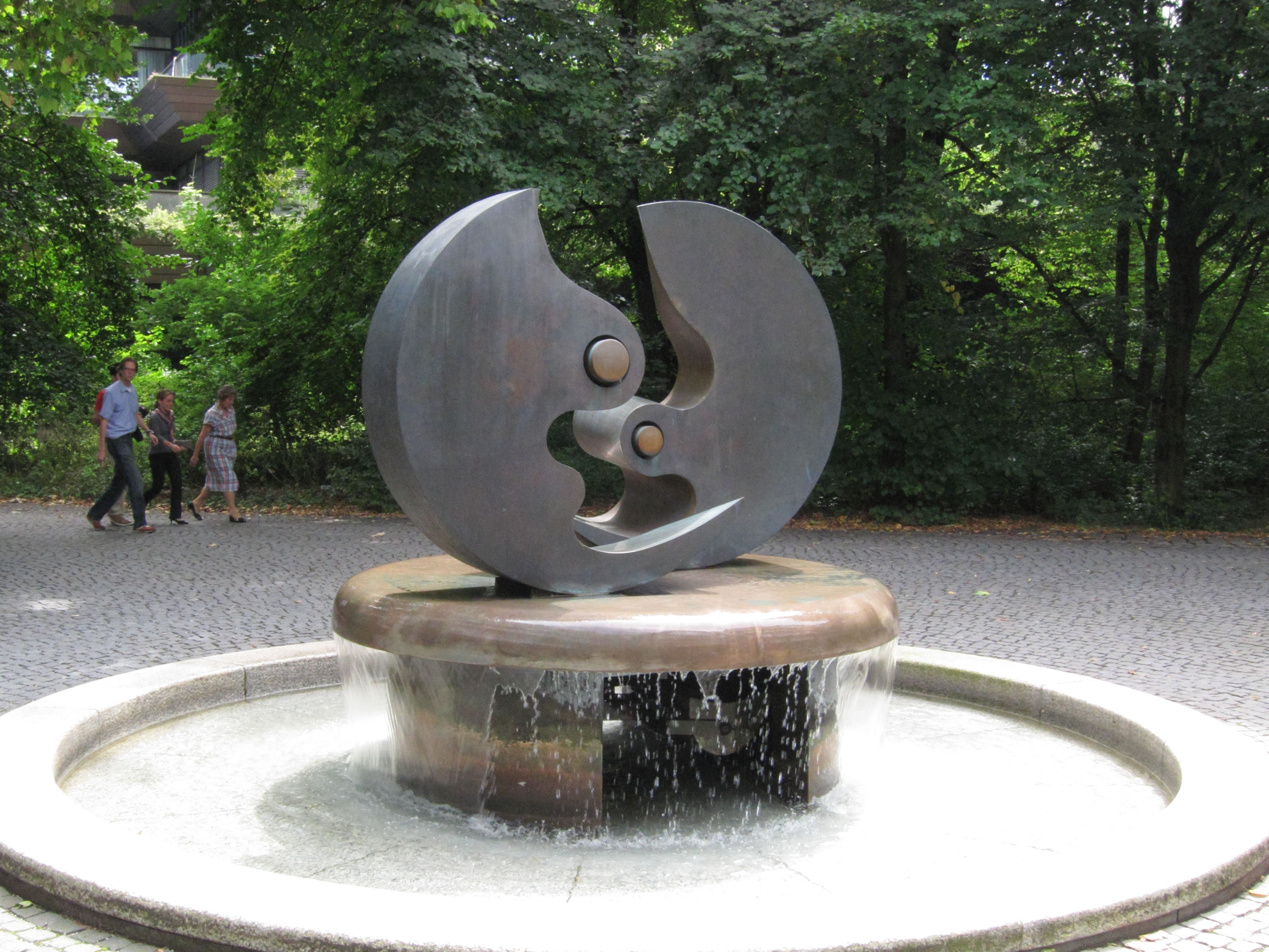
Otto Wesendonck: Ying-Yang-Brunnen

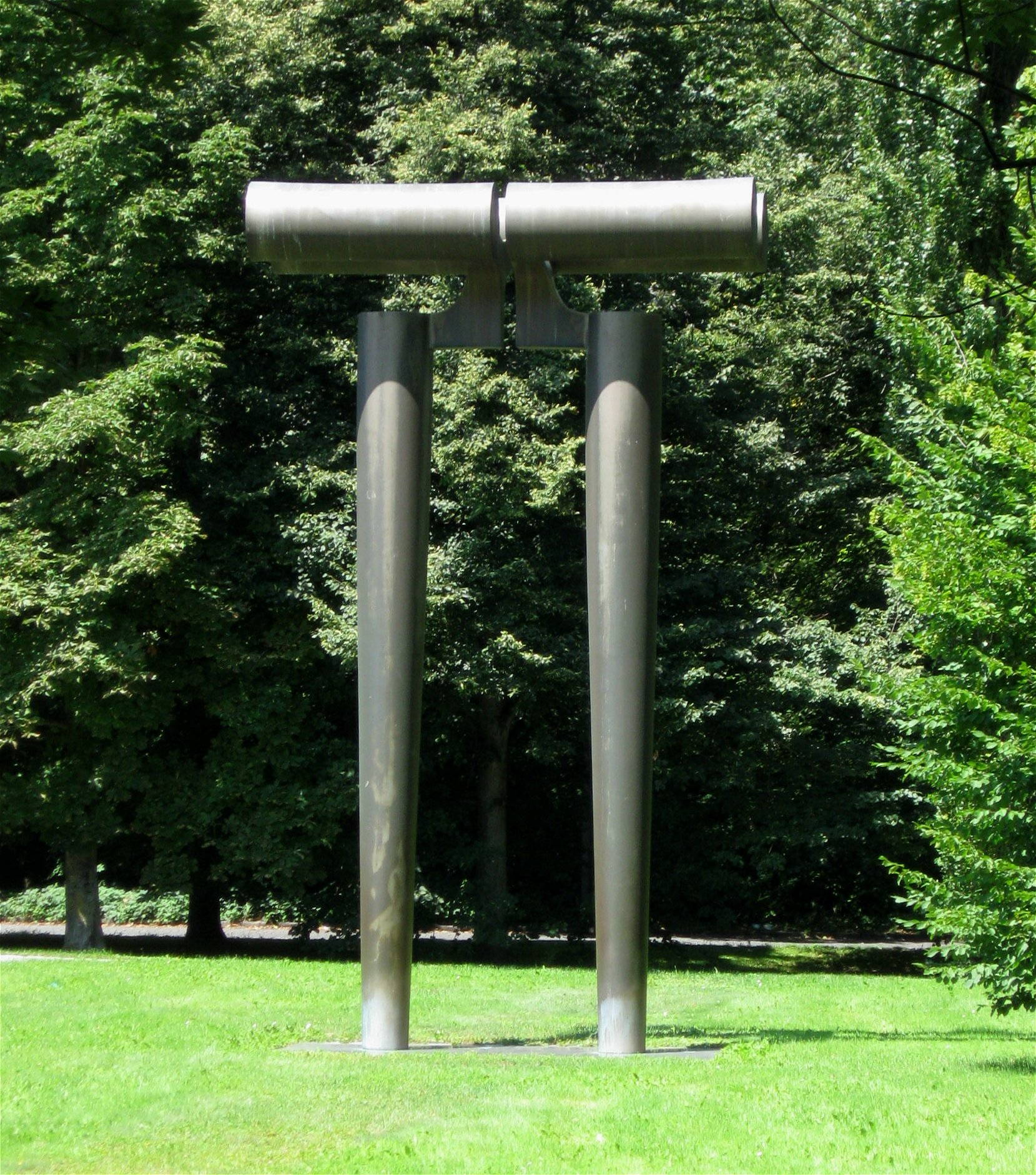
Fritz Koenig: Große Torfigur

Der Skulpturengarten Tucherpark ist ein Skulpturengarten im Münchener Stadtviertel Tucherpark. 
Der Skulpturengarten ist gebildet durch die Grünflächen zwischen den Bürohäusern, die sich am Eisbach entlangziehen. In ihm sind zeitgenössische Skulpturen und Plastiken aufgestellt, die aus Kunstkäufen der ehemaligen Bayerischen Vereinsbank (heute Unicredit Bank) stammen, die hier 1969 ihre Verwaltungsgebäude errichtet hatte. Die Kunstwerke sind alle öffentlich zugänglich.
Den zehn Gebäude umfassenden Komplex am Englischen Garten veräußerte die Unicredit Bank 2019 an die Commerz Real und den Projektentwickler Hines. Der Gebäudekomplex ist seither Bestandteil des Portfolios des offenen Immobilienfonds Hausinvest.

## Kunstwerke
- Windhunde, 1897, von Octave Galliard-Sansonetti
- Junge mit Schwan, stillgelegter Brunnen, 1953, von Lothar Dietz. Früherer Standort: Theatinerstraße 6 (Hypopassage).[2]
- Ägäis, 1964, von Toni Stadler
- Zwillingsplastik, 1972, von Isamu Noguchi[3][4]
- Zeichen 74, 1973/74, von Bernhard Heiliger[5]
- Große Torfigur, 1986, von Fritz Koenig[6]
- Ying-Yang-Brunnen, 1986, von Otto Wesendonck[7]
- Die Last, Elfe Gerhart[8]